# Боровиця (Мурашинський район)
Борови́ця (рос. Боровица) — село у складі Мурашинського району Кіровської області, Росія. Входить до складу Мурашинського сільського поселення.
Населення становить 165 осіб (2010, 244 у 2002).
Національний склад станом на 2002 рік — росіяни 97 %.